# Nhật ký tình yêu (phim)
Nhật ký tình yêu (tên gốc tiếng Thái: คิดถึงวิทยา; RTGS: Khit Thueng Witthaya, còn được biết đến với tên tiếng Anh: Teacher's Diary) là bộ phim điện ảnh Thái Lan năm 2014 do Nithiwat Tharathorn đạo diễn.

## Nội dung
Phim xoay quanh một anh chàng giáo viên tên Song - một cựu vận động viên đấu vật, vừa mới nhận việc tại một lớp dạy học nổi trên sông dành cho các em học sinh nghèo tại nơi đây. Trường học này chỉ có bốn học sinh và một giáo viên. Tại đây, Song phải làm bạn với nỗi cô đơn của cuộc sống tách biệt với thế giới hiện đại bên ngoài. Để giải khuây, anh vùi đầu vào cuốn nhật ký mà Ann, một giáo viên cũ vừa chuyển đi không lâu, để quên lại.
Một năm sau đó, Ann trở lại trường còn Song thì được chuyển đi nơi khác. Ann  bất ngờ khi tìm thấy cuốn nhật kí thất lạc đã lâu của mình với những dòng ghi chú của Song trong đó. Song đã nối tiếp những điều Ann viết còn dang dở bằng những dòng cảm xúc, tình cảm chân thành nhất về cuộc sống của anh nơi đây.

## Diễn viên
- Chermarn Boonyasak vai Ann
- Sukrit Wisedkaew vai Song
- Sukollawat Kanarot vai Nui
- Chutima Teepanat vai Nam
- Witawat Singlampong vai Bạn trai mới của Nam
- Maneeratana Sricharoen vai Gigi
- Phansiri Kositsuriyapan vai Tuna
- Kittametta Muangdee vai Thong
- Wasin Kerdnana vai Meuk
- Apitharn Rungcharoenrod vai Gao
- Tuchapong Rugtawatr vai Chon
- Chalee Sricharoen vai Hiệu trưởng